# Британские Наветренные острова
Британские Наветренные острова (англ. British Windward Islands) — британская колония на Наветренных островах, существовавшая с 1833 по 1960 годы. Состояла колония из островов Гренада, Сент-Люсия, Сент-Винсент, Барбадос (который был резиденцией губернатора до 1885 года), Тобаго (до 1889 года, когда остров был присоединен к Тринидаду) и Гренадин — группы вулканических островов. С 1940 года в состав колонии вошла Доминика, ранее бывшая частью Британских Подветренных островов.
С 1871 по 1956 годы колония была известна как Федеральная колония Наветренных островов, в 1956–1960 гг. называлась Территорией Наветренных островов. В 1960 году прекратила своё существование.

## История
Столицей с 1871 по 1885 годы был барбадосский Бриджтаун, затем столица была перенесена в Сент-Джорджес на Гренаде. Острова были не единой колонией, а конфедерацией отдельных колоний с общим главнокомандующим, при этом каждый остров сохранял свои собственные учреждения. У Наветренных островов не было ни законодательной власти, ни законов, ни доходов, ни тарифов. Однако существовал общий апелляционный суд (а также отдельный для Барбадоса), состоящий из главных судей соответствующих островов.
В 1939 году были учреждены Верховный суд Наветренных и Подветренных островов и Апелляционный суд Наветренных и Подветренных островов, который в 1967 году был заменен Верховным судом восточно-карибских островов; последний выполнял обе функции.

### Главные судьи Наветренных и Подветренных островов
- 1940–1942 Джеймс Генри Джарретт[2];
- 1943–1950 сэр Клемент Мэлоун[3];
- 1950–1957 сэр Дональд Джексон[4];
- 1958–1963 сэр Сирил Джордж Ксавье Энрикес[5][6][7];
- 1963–1967 Фрэнк Э. Филд[8].

## Внешние ссылки
- Queen and Commonwealth: Other Caribbean Realms Официальный сайт британской монархии
- Библиотека Конгресса США: Барбадос и колония Наветренных островов
- WorldStatesmen.org